# Mesocopsis
Mesocopsis là một chi bướm đêm thuộc họ Noctuidae.